# Valdeltormo
Valdeltormo (aragónul: Val d'el Tormo, katalánul: la Vall de Tormo) község Spanyolországban, Teruel tartományban. Valdeltormo Mazaleón, Cretas, Torre del Compte, La Fresneda és Valjunquera községekkel határos. Lakosainak száma 305 fő (2024).

## Népesség
A település népessége az utóbbi években az alábbiak szerint változott:
| Lakosok száma | 377  | 354  | 352  | 329  | 317  | 315  | 298  | 283  | 301  | 305  |
|               | 2001 | 2004 | 2007 | 2009 | 2012 | 2014 | 2017 | 2019 | 2022 | 2024 |